# Dysphania flavata
Dysphania flavata är en fjärilsart som beskrevs av Walker 1864. Dysphania flavata ingår i släktet Dysphania och familjen mätare. Inga underarter finns listade i Catalogue of Life.